# Nigel Mansell
Nigel Ernest James Mansell, britanski dirkač Formule 1, * 8. avgust 1953, Upton-upon-Severn, Worcestershire, Anglija, Združeno kraljestvo.

## Dirkaška kariera
Nigel Ernest James Mansell, bolj znan kot Nigel Mansell, je upokojeni angleški dirkač Formule 1, svetovni prvak tako v formuli 1 v sezoni 1992, kot tudi v ameriški seriji CART v naslednji sezoni 1993. Je edini dirkač v zgodovini, ki je bil aktualni prvak v obeh serijah hkrati ter prvi dirkač, ki je osvojil naslov v seriji CART v svoji debitantski sezoni.
Njegova kariera v Formuli 1 je trajala 15 sezon, 2 sezoni pa še v seriji CART. Še vedno ostaja najuspešnejši britanski dirkač vseh časov glede na število zmag v zgodovino formule 1, skupno pa je z 31 zmagami na četrtem mestu. Pred njim so samo Michael Schumacher, Alain Prost in Ayrton Senna. Dolgoletni komentator Formule 1 (50 let) Murray Walker, ga je uvrstil med najboljših deset dirkačev vseh časov, ob Gillesu Villeneuvu pa je znan kot dirkač z najagresivnejšim dirkaškim slogom v zgodovini Formule 1.

## Popolni rezultati Formule 1
(legenda) (odebeljene dirke pomenijo najboljši štartni položaj, poševne pa najhitrejši krog, †-uvrščen kljub odstopu)
| Leto | Moštvo                    | Šasija         | Motor             | 1        | 2       | 3       | 4       | 5       | 6        | 7        | 8        | 9       | 10      | 11      | 12      | 13      | 14      | 15      | 16      | 17  | Prv | Toč     |
| ---- | ------------------------- | -------------- | ----------------- | -------- | ------- | ------- | ------- | ------- | -------- | -------- | -------- | ------- | ------- | ------- | ------- | ------- | ------- | ------- | ------- | --- | --- | ------- |
| 1980 | Team Essex Lotus          | Lotus 81B      | Ford Cosworth DFV | ARG      | BRA     | JAR     | ZZDA    | BEL     | MON      | FRA      | VB       | NEM     | AVT Ret | NIZ Ret | ITA DNQ | KAN     | ZDA     |         |         |     | -   | 0       |
| 1981 | Team Essex Lotus          | Lotus 81B      | Ford Cosworth DFV | ZZDA Ret | BRA 11  | ARG Ret | SMR     | BEL 3   |          |          |          |         |         |         |         |         |         |         |         |     | 14. | 8       |
| 1981 | John Player Team Lotus    | Lotus 87       | Ford Cosworth DFV |          |         |         |         |         | MON Ret  | ŠPA 6    | FRA 7    | VB DNQ  | NEM Ret | AVT Ret | NIZ Ret | ITA Ret | KAN Ret | LVE 4   |         |     | 14. | 8       |
| 1982 | John Player Team Lotus    | Lotus 87B      | Ford Cosworth DFV | JAR Ret  |         |         |         |         |          |          |          |         |         |         |         |         |         |         |         |     | 14. | 7       |
| 1982 | John Player Team Lotus    | Lotus 91       | Ford Cosworth DFV |          | BRA 3   | ZZDA 7  | SMR     | BEL Ret | MON 4    | VZDA Ret | KAN Ret  | NIZ DNS | VB Ret  | FRA DNS | NEM 9   | AVT Ret | ŠVI 8   | ITA 7   | LVE Ret |     | 14. | 7       |
| 1983 | John Player Team Lotus    | Lotus 92       | Ford Cosworth DFV | BRA 12   | ZZDA 12 | FRA Ret | SMR Ret | MON Ret | BEL Ret  | VZDA 6   | KAN Ret  |         |         |         |         |         |         |         |         |     | 12. | 10      |
| 1983 | John Player Team Lotus    | Lotus 94T      | Renault V6 (t/c)  |          |         |         |         |         |          |          |          | VB 4    | NEM Ret | AVT 5   | NIZ Ret | ITA 8   | EU 3    | JAR Ret |         |     | 12. | 10      |
| 1984 | John Player Team Lotus    | Lotus 95T      | Renault V6 (t/c)  | BRA Ret  | JAR Ret | BEL Ret | SMR Ret | FRA 3   | MON Ret  | KAN 6    | VZDA Ret | ZDA 6   | VB Ret  | NEM 4   | AVT Ret | NIZ 3   | ITA Ret | EU Ret  | POR Ret |     | 9.  | 13      |
| 1985 | Canon Williams Honda      | Williams FW10  | Honda V6 (t/c)    | BRA Ret  | POR 5   | SMR 5   | MON 7   | KAN 6   | VZDA Ret | FRA DNQ  | VB Ret   | NEM 6   | AVT Ret | NIZ 6   | ITA 11  | BEL 2   | EU 1    | JAR 1   | AVS Ret |     | 6.  | 31      |
| 1986 | Canon Williams Honda      | Williams FW11  | Honda V6 (t/c)    | BRA Ret  | ŠPA 2   | SMR Ret | MON 4   | BEL 1   | KAN 1    | VZDA 5   | FRA 1    | VB 1    | NEM 3   | MAD 3   | AVT Ret | ITA 2   | POR 1   | MEH 5   | AVS Ret |     | 2.  | 70 (72) |
| 1987 | Canon Williams Honda      | Williams FW11B | Honda V6 (t/c)    | BRA 6    | SMR 1   | BEL Ret | MON Ret | VZDA 5  | FRA 1    | VB 1     | NEM Ret  | MAD 14  | AVT 1   | ITA 3   | POR Ret | ŠPA 1   | MEH 1   | JAP DNS | AVS Inj |     | 2.  | 61      |
| 1988 | Canon Williams            | Williams FW12  | Judd V8           | BRA Ret  | SMR Ret | MON Ret | MEH Ret | KAN Ret | VZDA Ret | FRA Ret  | VB 2     | NEM Ret | MAD Ret | BEL Inj | ITA Inj | POR Ret | ŠPA 2   | JAP Ret | AVS Ret |     | 9.  | 12      |
| 1989 | Scuderia Ferrari          | Ferrari 640    | Ferrari V12       | BRA 1    | SMR Ret | MON Ret | MEH Ret | ZDA Ret | KAN DSQ  | FRA 2    | VB 2     | NEM 3   | MAD 1   | BEL 3   | ITA Ret | POR DSQ | ŠPA EX  | JAP Ret | AVS Ret |     | 4.  | 38      |
| 1990 | Scuderia Ferrari          | Ferrari 641    | Ferrari V12       | ZDA Ret  | BRA 4   | SMR Ret | MON Ret |         |          |          |          |         |         |         |         |         |         |         |         |     | 5.  | 37      |
| 1990 | Scuderia Ferrari          | Ferrari 641/2  | Ferrari V12       |          |         |         |         | KAN 3   | MEH 2    | FRA 18   | VB Ret   | NEM Ret | MAD 17  | BEL Ret | ITA 4   | POR 1   | ŠPA 2   | JAP Ret | AVS 2   |     | 5.  | 37      |
| 1991 | Canon Williams Renault    | Williams FW14  | Renault V10       | ZDA Ret  | BRA Ret | SMR Ret | MON 2   | KAN 6   | MEH 2    | FRA 1    | VB 1     | NEM 1   | MAD 2   | BEL Ret | ITA 1   | POR DSQ | ŠPA 1   | JAP Ret | AVS 2   |     | 2.  | 72      |
| 1992 | Canon Williams Renault    | Williams FW14B | Renault V10       | JAR 1    | MEH 1   | BRA 1   | ŠPA 1   | SMR 1   | MON 2    | KAN Ret  | FRA 1    | VB 1    | NEM 1   | MAD 2   | BEL 2   | ITA Ret | POR 1   | JAP Ret | AVS Ret |     | 1.  | 108     |
| 1994 | Rothmans Williams Renault | Williams FW16  | Renault V10       | BRA      | PAC     | SMR     | MON     | ŠPA     | KAN      | FRA Ret  | VB       | NEM     | MAD     | BEL     | ITA     | POR     |         |         |         |     | 9.  | 13      |
| 1994 | Rothmans Williams Renault | Williams FW16B | Renault V10       |          |         |         |         |         |          |          |          |         |         |         |         |         | EU Ret  | JAP 4   | AVS 1   |     | 9.  | 13      |
| 1995 | Marlboro McLaren Mercedes | McLaren MP4/10 | Mercedes V10      | BRA      | ARG     | SMR 10  | ŠPA Ret | MON     | KAN      | FRA      | VB       | NEM     | MAD     | BEL     | ITA     | POR     | EU      | PAC     | JAP     | AVS | -   | 0       |

## Popolni rezultati serije CART
(legenda)
| Leto | Moštvo      | 1     | 2       | 3     | 4       | 5      | 6     | 7     | 8       | 9       | 10    | 11      | 12     | 13     | 14      | 15    | 16     | Prv | Toč |
| ---- | ----------- | ----- | ------- | ----- | ------- | ------ | ----- | ----- | ------- | ------- | ----- | ------- | ------ | ------ | ------- | ----- | ------ | --- | --- |
| 1993 | Newman/Haas | SUF 1 | PHX INJ | LBH 3 | IND 3   | DET 15 | MIL 1 | POR 2 | CLE 3   | TOR 500 | MIC 1 | NWH 1   | ROA 2  | VAN 6  | MDO 12  | NAZ 1 | LAG 23 | 1.  | 191 |
| 1994 | Newman/Haas | SUF 9 | PHX 3   | LBH 2 | 500 Ret | MIL 5  | POR 5 | CLE 2 | TOR Ret | MIC 26  | MDO 7 | NWH Ret | ROA 13 | VAN 10 | NAZ Ret | LAG 8 |        | 8.  | 88  |

## Popolni rezultati Grand Prix Masters
(legenda)
| Year | Team        | 1        | 2        | 3       | 4        |
| ---- | ----------- | -------- | -------- | ------- | -------- |
| 2005 | Team Altech | RSA 1    |          |         |          |
| 2006 | Team Altech | QAT 1    | ITA CANC | GBR Ret | RSA CANC |
| 2007 | Team Altech | ROM CANC | QAT      | RSA     |          |